# Análisis de orina

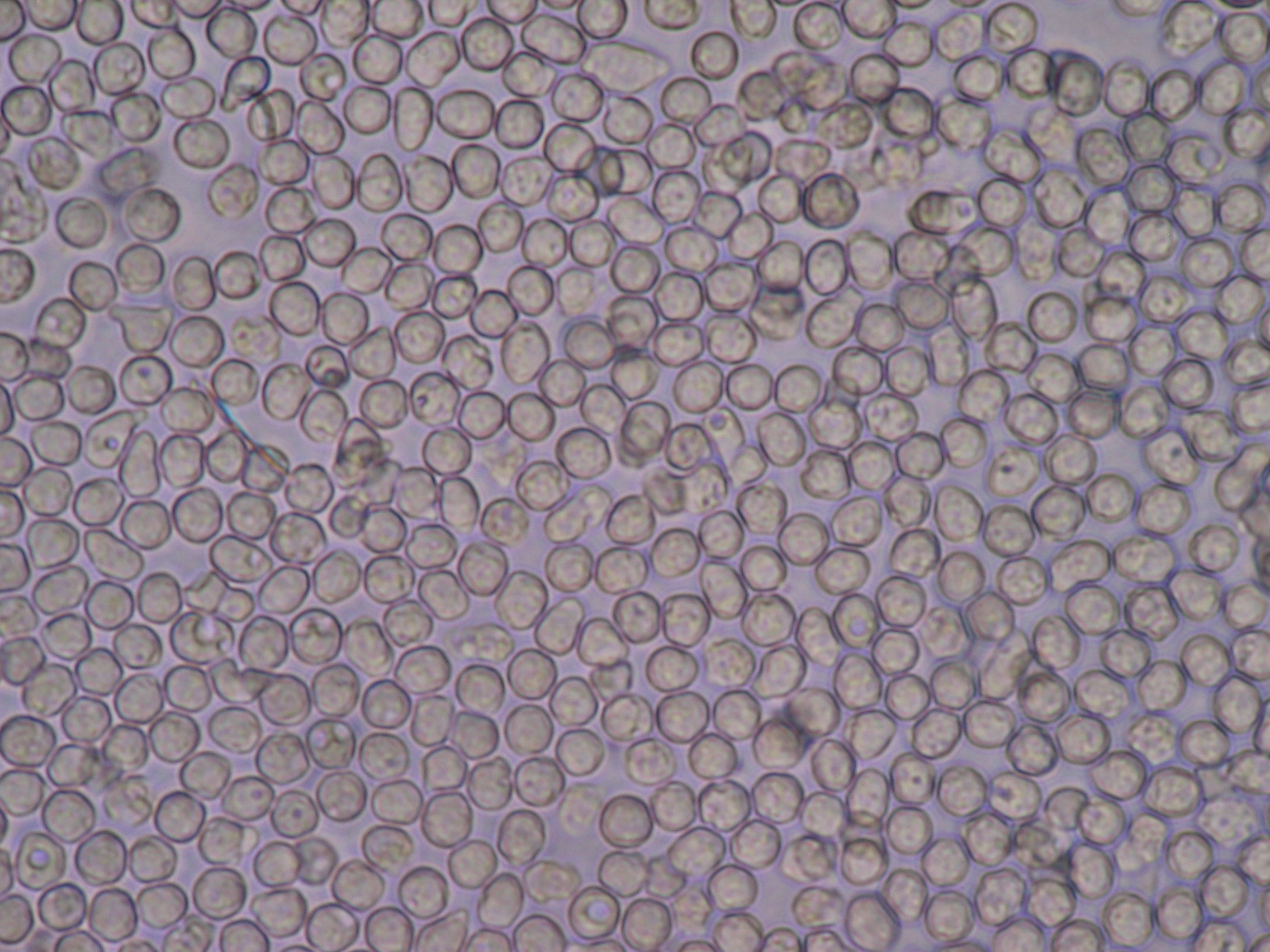
Glóbulos blancos de una muestra de orina vista al microscopio.

Un examen general de orina (EGO), también llamado análisis de orina o uroanálisis, consiste en una serie de exámenes efectuados sobre la orina, constituyendo uno de los métodos más comunes de diagnóstico médico. Un examen completo consta de varias determinaciones: un examen macroscópico, un examen físico-químico, un examen microscópico y, si fuera necesario, un urocultivo. El análisis físico-químico se puede efectuar mediante tiras reactivas cuyos resultados se leen de acuerdo a los cambios de color.

## Antecedentes
Ya en la antigüedad era común el diagnóstico de enfermedades con base en la observación de la orina. El método, denominado uroscopia, basado en la observación de las propiedades organolépticas de la orina, fue descrito por Galeno y su aplicación tuvo lugar por muchos siglos en el contexto de la teoría de los cuatro humores apoyada por Hipócrates.
Aunque la tecnología de análisis químico cualitativo y cuantitativo permitió desde finales del siglo XIX la superación del método uroscópico, las propiedades organolépticas, típicamente olor y color, permiten todavía un diagnóstico inmediato de numerosas enfermedades.

## Recogida de muestras
Las muestras para el análisis de orina se recogen en un recipiente limpio (preferiblemente estéril). La muestra puede recogerse en cualquier momento del día, pero es preferible la primera orina de la mañana porque es más concentrada. Para evitar la contaminación, se recomienda una técnica de "recogida limpia a mitad del chorro", en la que la zona genital se limpia antes de orinar y la muestra se recoge a mitad de la micción. Las muestras también pueden recogerse de un catéter urinario o introduciendo una aguja a través del abdomen hasta la vejiga (aspiración suprapúbica). En lactantes y niños pequeños, la orina puede recogerse en una bolsa adherida a la región genital, pero esto se asocia a un alto riesgo de contaminación. Si la muestra no se analiza con prontitud, pueden producirse resultados inexactos porque las bacterias de la orina se multiplicarán y elementos como las células y casts urinarios se degradarán. Se recomienda realizar el análisis de orina en las dos horas siguientes a la recogida de la muestra si la orina no está refrigerada.

## Color
La orina es de color amarillo claro y en función de su concentración puede adoptar una coloración amarilla clara, si está diluida, y amarilla oscura, si está concentrada; sin embargo, puede tener una apariencia turbia si en ella existen células o cristales. Si el paciente está tomando ciertos medicamentos, la orina podría ser teñida por ellos.
| Color                   | Muestra | Causas patológicas | Causas no patológicas                                                                                                  |
| ----------------------- | ------- | --- | --- |
| Amarillo intenso        |         | Orina más concentrada, existe bilirrubina directa o urobilina.                                                                                                 | Uso de tetraciclinas, fenacetina o nitrofurantoína. Consumo de zanahorias.                                             |
| Rojizo                  |         | Hematuria, hemoglobinuria, mioglobinuria, porfirinas (porfirias) o síndrome carcinoide.                                                                        | Uso de fármacos o colorantes como rifampicina, antipirina, anilinas, fenolftaleína o rojo Congo. Consumo de remolacha. |
| Naranja                 |         | Pigmentos biliares, bilirrubina, pirimidina. | Fenotiazinas, algunos antimicrobianos urinarios, uso de complejo B.                                                    |
| Marrón                  |         | Metahemoglobinemia, hematina ácida, mioglobina, pigmentos biliares.                                                                                            | Nitrofurantoína, levodopa, sulfamidas.                                                                                 |
| Pardo o negro           |         | Melanina, alcaptonuria (ácido homogentísico), hematuria, intoxicación por ácido fénico y sus derivados, fiebre hemoglobinúrica del paludismo.                  | Levodopa, complejos de hierro, fenoles.                                                                                |
| Azul verdoso            |         | Intoxicación por fenol, infección por especies de Pseudomonas, trastornos de absorción de triptofano (usualmente congénitos), metahemoglobinuria, biliverdina. | Algunas vitaminas, nitrofuranos, azul de metileno.                                                                     |
| Blanco-lechosa          |         | Quiluria, piuria intensa, hiperoxaluria. | |
| Incolora o transparente |         | Poliuria o diuréticos. | Consumo elevado de agua pura.                                                                                          |
| Turbia                  |         | Piuria, fosfaturias, fecaluria. | |

## Densidad y osmolalidad
| Densidad              | 1.010 | 1.020 | 1.030 |
| Osmolaridad (mOsm/Kg) | 300   | 600   | 900   |

Osmolalidad de la orina
Es una prueba que evalúa la concentración de partículas en la orina. La osmolalidad (partículas/kg de agua) y la osmolaridad (partículas/litro de solución) algunas veces se confunden, pero para líquidos diluidos como la orina son esencialmente lo mismo.
La densidad de la orina es un método sencillo y rápido, aunque en cierto grado inconfiable, que indica el peso de los solutos disueltos en la orina. El valor de esta se obtiene al comparar el peso de 1 ml de orina con el de 1 ml de agua. El fundamento de esta prueba está en que la densidad es reflejo de la concentración, aunque en orinas con una concentración elevada de solutos de alto peso molecular (como glucosa o algunos marcadores radiológicos) el valor de la densidad es superior a la concentración estimada. La densidad se considera normal si se encuentra entre 1.015 y 1.020.
Entre las causas de un aumento de densidad se encuentran:
- Diabetes mellitus
- Insuficiencia adrenal
- Insuficiencia cardíaca
- Hepatopatías
- Vómito o diarrea

y entre las causas de una disminución se encuentran
- Tubulopatías
- Pielonefritis

Por otro lado, la osmolalidad —evite confundir con osmolaridad— es el número de partículas que contiene la orina por kilogramo de disolvente (agua). Esta varía en relación con la función renal. La osmolalidad de la orina oscila entre 40 y 1300 mOsm/kg y su valor se utiliza para calcular la brecha aniónica osmolar en la acidosis metabólica, determinar el aclaramiento de agua libre, determinar la existencia de disociación entre la osmolalidad de la sangre y la orina, y para determinar la capacidad de los riñones para concentrar la orina.

### Osmolalidad teórica de la orina
Se calcula usando una fórmula que relaciona las sustancias que influyen en la osmolaridad de la orina; sin embargo, su valor no corresponde con el valor real en diferentes situaciones.
{\displaystyle OT=(Na_{u}+K_{u})*3.32,7+(Gluc_{u}/18)+(NUU/2.8)}
Donde
- OT (Osmolaridad teórica de la orina): mOsm/Kg
- Nau, Sodio urinario: mEq/l
- Ku, Potasio urinario: mEq/l
- Glucu, Glucosa urinaria: mg/100 ml
- NUU (Nitrógeno Uréico Urinario): mg/100 ml

La diferencia aniónica osmolal o gap osmolal de la orina es la diferencia que existe entre la osmolalidad real y la osmolalidad teórica de la orina. Dicha diferencia normalmente es de 10 a 14 mOsm/Kg. Las diferencias entre estos dos valores se generan cuando están disueltas en la orina otras sustancias no contempladas en la fórmula.

## Informe médico
Un reporte típico comprende usualmente:
- Descripción de la densidad: la densidad indica la capacidad del riñón para concentrar la orina. En trastornos fisiológicos, oscila entre valores de menor o igual a 1.010 a 1.017 hipostenuria y 1.026 mayor o igual a 1.030 hiperstenuria. La densidad ideal es de 1.018 a 1.025.
- Descripción del aspecto y color. El aspecto, por lo normal transparente, puede variar por la presencia de fosfatos o sales del ácido úrico y del ácido oxálico, o bien por la presencia de infección con contenido bacerémico o pus. El color -normalmente amarillo pajizo con tonalidad más o menos intensa por la presencia de urobilinógeno (pigmento urinario)- puede cambiar en algunos trastornos patológicos, volviéndose, por ejemplo, más rosado (color “agua de lavar carne”), como en los casos de hemoglobinuria o de hematuria (presencia de hemoglobina o sangre en la orina, respectivamente), o más oscuro (color vino), como en los casos más graves de ictericia.9
- Peso específico, normalmente 1.010 a 1.030 g/L. Este examen detecta la concentración de iones en la orina. Una baja proporción de proteínas o cetoacidosis tienden a elevar los resultados.
- pH, normalmente 4,5 a 7,5. El valor del pH proporciona datos sobre la eficiencia de los sistemas tampón del organismo, dedicados al mantenimiento de valores constantes en el pH de las soluciones intra y extracelulares; el pH de la orina (por lo común ligeramente ácido por la presencia de ácido úrico) puede resultar más alto en caso de insuficiencia renal o, al contrario, tender hacia valores ácidos en caso de diabetes.
- Cuerpos cetónicos, normalmente negativo (ausencia).
- Proteínas, normalmente negativo (ausencia). La concentración de proteínas en la orina puede aumentar en los estados febriles, en el embarazo, después de un esfuerzo físico intenso o en insuficiencia renal, como en el síndrome nefrótico, o en el mieloma múltiple, caracterizado por la proteinuria de Bence-Jones (es decir, en la orina se encuentran fragmentos de anticuerpos monoclonales, producidos por el organismo a partir de un mismo grupo de células plasmáticas).
- Nitritos. Los nitritos pueden indicar la presencia de bacterias (especialmente aquellas que tengan actividad enzimática de nitrato reductasa). No obstante, debe recordarse que no todas las bacterias de interés clínico tienen dicha actividad enzimática y darán resultados negativos, incluso con una bacteriuria. Las tiras comerciales de uroanálisis pueden dar falsos positivos ante la presencia de sustancias como la fenazopiridina (común en el tratamiento farmacológico de infección de vías urinarias).[8][9] Los dos casos anteriores muestran la importancia de contrastar los datos obtenidos de las tiras reactivas con la microscopia óptica directa del sedimento urinario y el historial clínico (conocer los medicamentos que se estén tomando).
- Urobilinógeno.
- Bilirrubina.
- Conteo de glóbulos rojos. La hemoglobina presente en estas células está presente en la orina de los individuos afectados por anemia hemolítica.
- Conteo de glóbulos blancos.
- Glucosa, normalmente negativo (ausencia). La glucosuria se manifiesta, generalmente, cuando hay una elevada concentración de azúcar en sangre (glucemia), lo que sucede en la diabetes mellitus, o bien en caso de una funcionalidad renal alterada.
- Gonadotropina coriónica humana: normalmente ausente, esta hormona aparece en la orina de las mujeres embarazadas. Los test de embarazo basan su resultado en la detección de esta sustancia.

## Examen microscópico

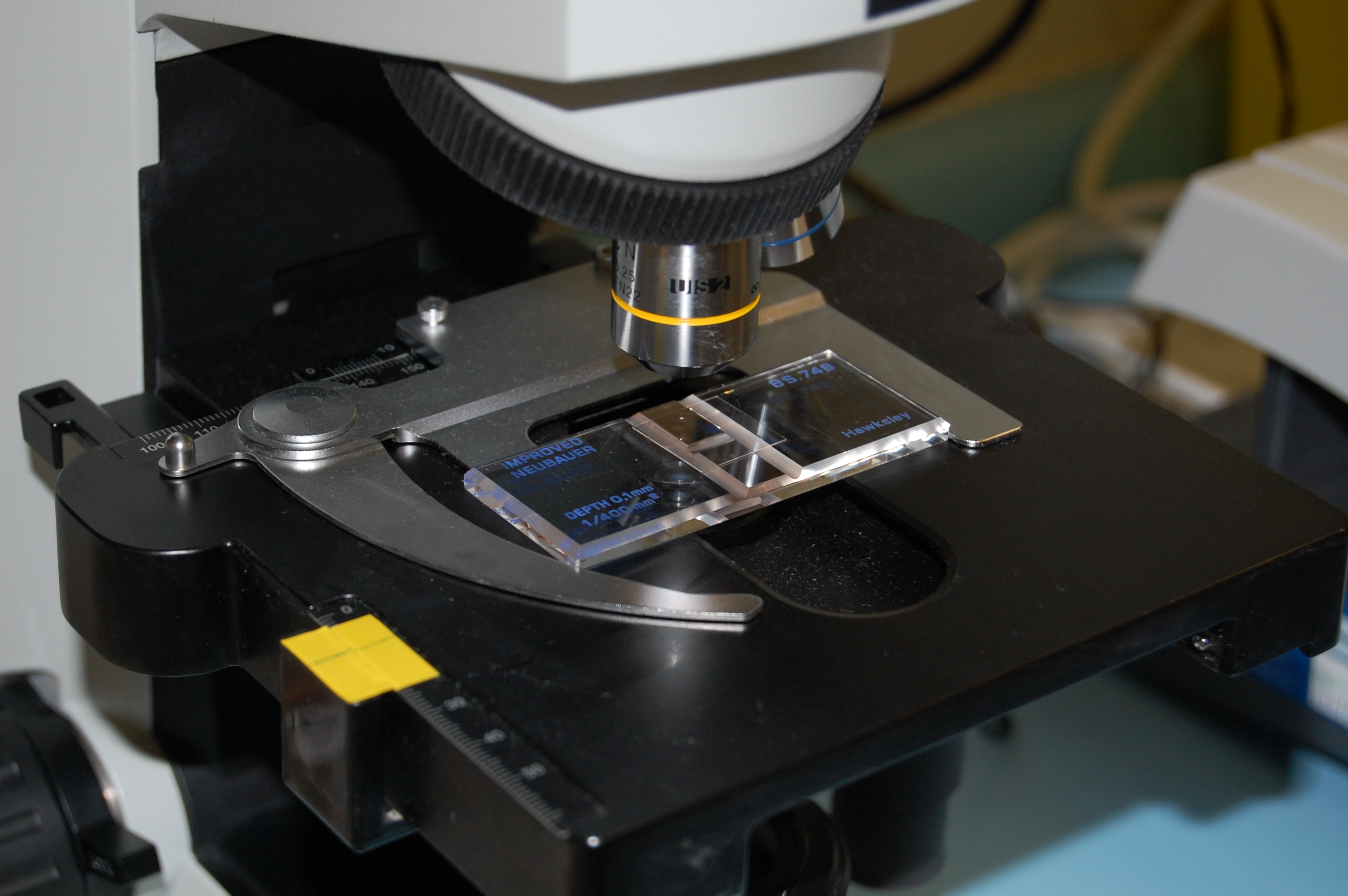
Una muestra de orina está a punto de ser examinada en un microscopio de contraste de fase utilizando una cámara de conteo Neubauer. La orina está bajo la tapa deslizante, en la parte superior del segmento formado por las ranuras en forma de H.

Mediante el examen al microscopio se comprueba la presencia de células epiteliales renales y de elementos de la sangre que, presentes por lo común en pequeño número, pueden aumentar en caso de enfermedad. 

Las células epiteliales, normalmente ausentes, proceden de la exfoliación de las vías urinarias y son indicativas de inflamación de las vías renales. 

Los leucocitos están presentes en trastornos fisiológicos, pero aumentan en caso de infecciones de las vías urinarias (como la pielonefritis) o de las vías genitales (epididimitis en el hombre, salpingitis en la mujer). La presencia de un número excesivo de leucocitos en la orina recibe el nombre de leucocituria. 

Los glóbulos rojos están presentes en la orina en caso de cistitis, cálculos o glomerulonefritis, así como en la tuberculosis y en las neoplasias de las vías urinarias.

En la muestra pueden encontrarse también los llamados cilindros urinarios (formaciones alargadas), que pueden ser hialinos -en curso de proteinuria- o epiteliales -cuando existe un proceso degenerativo del epitelio de los túbulos-; o bien hemáticos, cuando están formados por aglomeraciones de eritrocitos.

Otro hallazgo puede ser el de los cristales de diverso tipo, como los de oxalato.
El número y tipo de células o material que se encuentra en la muestra de orina puede brindar información detallada sobre la salud del paciente y establecer diagnósticos específicos:
- Hematuria - asociada con cálculos renales, infecciones, tumores, y otras enfermedades.
- Piuria - Presencia de Piocitos[12] en la orina, asociada con infecciones urinarias.
- Eosinofiluria, asociada con nefritis intersticial, o con el síndrome del dedo azul.
- Exceso de glóbulos rojos, asociado con vasculitis, glomerulonefritis e hipertensión maligna.
- Exceso de glóbulos blancos, asociado con nefritis aguda, glomerulonefritis, pielonefritis severa.
- Cilindros urinarios, asociados con necrosis tubular aguda.
- Oxalato de calcio, algunos alimentos producen su aparición (alcachofas) y a veces están asociados con intoxicaciones por etilenglicol.

## Urocultivo
Es un método estándar para el diagnóstico de infección del tracto urinario. El examen bacteriológico permite, en caso de infección de las vías urinarias, identificar el agente patógeno responsable.
La recolección de orina para un urocultivo tiene exigencias mayores que para un análisis simple. Se deben utilizar envases estériles para evitar la contaminación de la muestra.
El urocultivo se realiza mediante la siembra de una pequeña cantidad de orina homogeneizada, lo que permite la cuantificación de las eventuales bacterias presentes. Las bacterias se contabilizan utilizando el criterio de «UFC/ml», porque de acuerdo a esta técnica se considera que cada bacteria en la muestra diluida dará origen a una colonia. El conteo de las mismas se efectúa luego de un período de incubación de 24 horas a 37 °C, para permitir la multiplicación bacteriana.
Se considera generalmente que un conteo superior o igual a 10  5  UFC /ml es altamente indicativo de infección bacteriana, mientras que guarismos menores a 10  3  UFC /ml no se consideran relevantes. Los conteos intermedios se consideran dudosos y exigen la obtención de una nueva muestra y repetición del urocultivo
. De todas formas, solo un 80 % de los resultados superiores a 10  5  UFC /ml representan una verdadera infección, correspondiendo el resto a bacteriurias asintomáticas. De aquí que se requieran en estos casos evaluaciones complementarias, mediante observación clínica integral. En caso de efectuarse toma clínica de muestras al azar en cualquier porción de la uretra o mediante punción supra púbica y detectarse presencia de bacterias, se considera bacteriuria significativa cualquier valor encontrado, ya que la orina contenida en la vejiga es estéril.
La muestra de orina se siembra en uno o más medios de cultivo específicos, generalmente McConkey y CLED, que permiten el crecimiento de bacterias Gram negativas y Gram positivas, así como de hongos, en el 99 % de las veces del género Cándida. En una segunda fase del examen, las bacterias que crecieron en la etapa de aislamiento son incubadas en los medios adecuados para su identificación y la susceptibilidad a los antibióticos, también llamado antibiograma. Los resultados representan importantes guías para el tratamiento médico individual, y colectivamente para la evaluación epidemiológica.